# Leptostylopsis bidentatus
Leptostylopsis bidentatus là một loài bọ cánh cứng trong họ Cerambycidae.